# François Duilhé de Saint-Projet
Marc Antoine Marie François Duilhé de Saint-Projet (15 juillet 1822 à Toulouse - 15 mai 1897 à Toulouse) est un prêtre français.

## Biographie
Entré au grand séminaire en 1841, ordonné prêtre en septembre 1846, on lui offrit la chaire de rhétorique au petit séminaire de l'Esquille à Toulouse. Il en rêvait. Il y fonda par la suite la chaire de philosophie. Poète, l'Académie des jeux floraux le couronna, il y fut nommé mainteneur en 1857, après avoir écrit un éloge à Joseph de Maistre. En 1860 il soutenait sa thèse de philosophie à la Faculté de théologie catholique de Paris en composant un doctorat sur Des études religieuses en France depuis le dix-septième siècle jusqu'à nos jours, ou Essai sur les causes qui ont produit dans les temps modernes la splendeur et la décadence des sciences théologiques. En 1859, il quitta son professorat et fut nommé chanoine honoraire du chapitre cathédral de Toulouse.
De 1861 à 1866, il publia La Revue de l'année. En 1869, il inaugure l'œuvre de sa vie, des conférences d'apologétique sur l'accord qu'il y a entre science et foi chrétienne, elles eurent un grand succès à la chapelle Mac-Carthy, à la Dalbade. En 1870 il participa héroïquement aux secours aux blessés de la Guerre de 1870. En 1875, il est nommé secrétaire général du Comité d'organisation de l'Université catholique de Toulouse. Et représentait ce comité le 30 septembre 1877 lorsque les évêques du Sud-Ouest fondèrent l'Institut catholique de Toulouse. C'est dans la pure logique qu'il y assura les cours d'apologétique, et fut nommé doyen de la Faculté libre de lettres en 1879. En 1885, il publia son livre à succès Apologie scientifique de la foi chrétienne qui connut plusieurs rééditions jusqu'en 1921. En 1895 avec Maurice d'Hulst, recteur de l'Institut catholique de Paris, il travailla aux congrès internationaux de science catholique. En 1894 il fut nommé recteur de l'Institut catholique de Toulouse. Après une maladie qui engendrait une terrible souffrance, il disait plusieurs fois, dans les moments de souffrances extrêmes, « J'ai prié Dieu de m'appeler à Lui » et de finir « Une longue et cruelle agonie me prépare une mort consolée. Que le saint nom de Dieu soit béni ! ».

## Publications
- Éloge de M. Théron de Montaugé, Société d'agriculture de la Haute-Garonne, Toulouse, 1876 (lire en ligne)
- Apologie scientifique de la foi chrétienne, Toulouse/Paris, 1885